# Родригес, Альберт
Альберт Родригес Сорья (кат. Albert Rodríguez Soria; 12 февраля 1986) — андоррский футболист, полузащитник. Выступал за клубы «Андорра» и «Интер» (Эскальдес), а также за национальную сборную Андорры.

## Биография

### Клубная карьера
В сезоне 2004/05 выступал за клуб «Андорра» из столицы одноимённого княжества, который выступал в низших лигах Испании. В 2011 году стал игроком «Унио Эспортива Санта-Колома», в составе которой провёл 2 матча в квалификации Лиги Европы против венгерского «Пакша». В сезоне 2012/13 стал вместе с командой бронзовым призёром чемпионата Андорры, сыграв в 11 матчах и забив 2 гола.
С 2013 года по 2014 год выступал за команду «Интер» из Эскальдеса. В 2014 году вернулся в «Унио Эспортива Санта-Колома». В сезоне 2014/15 провёл 7 матчей и забил 1 гол в первенстве Андорры, став при этом бронзовым призёром турнира.

### Карьера в сборной
17 августа 2005 года дебютировал за национальную сборную Андорры в матче квалификации на чемпионат мира 2006 против Румынии, главный тренер Давид Родриго выпустил Родригеса в стартовом составе, а в конце встречи в добавленное время заменил его на Жениса Гарсию. Матч закончился поражением андоррцев со счётом (0:2) и стал единственным поединком за сборную для Альберта Родригеса.

## Достижения
- Бронзовый призёр чемпионата Андорры (2): 2012/13, 2014/15